# Madrigueras (kommun)
Madrigueras är en kommun i Spanien.   Den ligger i provinsen Provincia de Albacete och regionen Kastilien-La Mancha, i den centrala delen av landet, 210 km sydost om huvudstaden Madrid. Antalet invånare är 4 836.